# Флаг Шоруньжинского сельского поселения
Флаг муниципального образования «Шоруньжинское сельское поселение» Моркинского муниципального района Республики Марий Эл Российской Федерации — опознавательно-правовой знак, служащий официальным символом муниципального образования и знаком единства его населения.
Флаг утверждён 14 сентября 2012 года решением Собрания депутатов муниципального образования «Шоруньжинское сельское поселение» № 87 и внесён в Государственный геральдический регистр Российской Федерации с присвоением регистрационного номера 7985.

## Описание
«Прямоугольное полотнище с соотношением ширины к длине 2:3, разделённое клинообразно на белую часть, несущую червлёный (красный) орнаментальный солярный знак из герба Шоруньжинского сельского поселения, и чёрную часть с несущей, в нижнем краю клина, белый орнаментальный знак змеи. Линия разделения отстоит по краям от верха полотнища на 1/3 от его ширины и в середине — на 1/15 ширины полотнища от низа».

## Обоснование символики
Композиция флага, разделение полотнища на белый и чёрный цвета, соответствует традиционным представлениям народа мари о мироздании: белый цвет символизирует верхний мир, пространство земного обитания; чёрный — ассоциируется с нижним миром, а также заключает в себе понятия житейской мудрости, знаний и опыта.
Солярный знак, в виде сложного скошено-гаммированого креста, и древнейший знак змеи заимствованы из наиболее распространённых элементов национального орнамента, встречающиеся в вышивках одежды местных жителей.
В геральдике металлы и цвета символизируют:
— белый цвет (серебро) — символ простоты, совершенства, мудрости, благородства, мира, взаимосотрудничества;
— красный цвет — символ мужества, жизнеутверждающей силы и красоты, праздника;
— чёрный цвет — символ скромности, мудрости, вечности бытия, памяти.